# 佐藤勝巨
佐藤 勝巨（さとう かつお、11月30日 - ）は、日本の声優。キャロットハウス預かり。以前は東京ドラマハウス、エーエス企画に所属していた。東京都出身。血液型はA型。

## 人物
耳あたりの良い、柔らかな声色が特徴。舞台、吹き替え、朗読、音声ドラマと幅広く活動している。
『キャプテン翼』の熱烈なファン。オフ日には、声優仲間とフットサルをプレイすることもある。特技は柔道。

## 出演

### ゲーム
- やまとまほろば地魂これくしょん（2022年 - 2024年、越前[2]、犬童夏人、青行燈[3]）※ブラウザゲーム

### 吹き替え
- ハリー・ポッターと謎のプリンス（学生）

### ドラマCD
- 雨模様夢迷宮（桜井智貴）
- 店内恋愛ドラマCD（高岡晃）
- ハートが止まるまで（日下部和人）
- ひかりのたね「うそつきおひさまとひかりのたね」（フィボス）
- ひかりのたね「こどもたちがねがったこと」（フィボス）
- マナケミア（学生）

### ラジオドラマ
- 春風の気まぐれ（先輩）
- 松本零士・ステーション零 ユマの物語〜シンフォニーNo.V（秀峰）

### WEBラジオ
- 花園BL倶楽部（パーソナリティ）
- P.B.L Radio（パーソナリティ）

### ブックトレイラー
- バチカン奇跡調査官（平賀・ヨゼフ・庚）

### イベント
- Fu－JIN主催朗読イベント 「陣」シリーズ「春の陣2008」 - 「春の陣2013」

### 舞台
- Can Be
- マーダーオンエキスプレス
- 眠れぬ夜の子守唄